# Erebia eumenis
Erebia eumenis är en fjärilsart som beskrevs av Freyer 1833. Erebia eumenis ingår i släktet Erebia och familjen praktfjärilar. Inga underarter finns listade i Catalogue of Life.